# Anthomyia bisetosa
Anthomyia bisetosa este o specie de muște din genul Anthomyia, familia Anthomyiidae, descrisă de Thomson în anul 1869. Conform Catalogue of Life specia Anthomyia bisetosa nu are subspecii cunoscute.